# Юдзу-нэмбуцу
Юдзу-нэмбуцу-сю (яп. 融通念仏宗 , школа нэмбуцу совершенного взаимопроникновения) — одна из первых школ буддизма чистой земли, которая сосредотачивается исключительно на ритуальной декламации Нэмбуцу - мантры Намо Амида Буцу (Почтение Будде Амитабхе!), благодаря чему можно переродиться в его чистой земле.
Школа была основана Рюнином (1072-1132), монахом школы Тэндай. Считается, что он испробовал различные практики, включая нэмбуцу или созерцание Будды Амитабхи, но в 1117 году у него было видение Амитабхи, который предстал перед ним и объяснил ему философию юдзу-нэмбуцу или «нэмбуцу совершенного взаимопроникновения». В течение нескольких лет он сохранял эту практику как свою собственную, но в 1124 году ему явилось божество Бишамонтен и рассказал, что он должен открыть эту практику всему миру.
В основе философии юдзу-нэмбуцу лежит идея о взаимосвязанности между явлениям. Рюнин утверждал, что повторение нэмбуцу одним человеком влияет и на окружающих, а не только на повторяющего. Если два или более человека повторяют нэмбуцу, их усилия приумножаются.